# Tomislav Jugoslávský
Tomislav Jugoslávský (srbskou cyrilicí Томислав Карађорђевић (Tomislav Karađorđević); 19. ledna 1928, Bělehrad – 12. července 2000, Topola) se narodil jako člen dynastie Karađorđević, druhý syn jugoslávského krále Alexandra I. a jeho manželky Marie Rumunské. Byl také mladším bratrem posledního jugoslávského krále Petra II. a sňatkem synovcem britské královny Alžběty II. a prince Philipa.

## Dětství a vzdělání
Princ Tomislav se narodil 19. ledna 1928, podle juliánského kalendáře užívaného srbskou pravoslavnou církví na Epifanie, v jednu hodinu ráno, jako druhý syn jugoslávského krále Alexandra I. a jeho manželky Marie, druhé dcery krále Ferdinanda Rumunského a královny Marie.
Pokřtěn byl 25. ledna v salonu Nového paláce v Bělehradu britským ministrem u jugoslávského dvora, který zastupoval krále Jiřího V., vodou z řek Vardar a Dunaj a Jaderského moře. Princ byl pojmenován po Tomislavu Chorvatském, prvním chorvatském králi.
Na počátku února 1928 byla ze Županjacu vyslána delegace v čele s farářem Šimunem Ančićem, který předal Alexandrovi rezoluci, ve které ho obyvatelstvo Županjacu žádalo, aby na počest svého syna a Tomislava Chorvatského změnil název na Tomislavgrad. Nedlouho poté jim Alexandr I. vyhověl, ale Tomislava Chorvatského z dekretu vyřadil.
Základní vzdělání započal princ v bělehradském paláci, ale v roce 1937 začal navštěvovat Sandroyd School v anglickém Cobhamu. V Británii zůstal i přes druhou světovou válku a sesazení Petra II. z trůnu, v letech 1941–1946 chodil na Oundle School a v letech 1946–1947 studoval Clare College na univerzitě v Cambridgi.

## Události v Jugoslávii
V roce 1934, když mu bylo šest let, byl jeho otec Alexandr I. zavražděn a na trůn nastoupil Tomislavův o pět let starší bratr jako Petr II. Protože mu však bylo teprve 11 let, bylo zavedeno regentství, které vedl bratranec jejich otce, Pavel Karađorđević.
Po prvotním vyhlášení neutrality dne 25. března 1941, ačkoli král Petr a jeho poradci byli proti nacistickému Německu, regent Pavel podepsal pod obrovským německým tlakem Tripartitní smlouvu původně podepsanou Německem, Itálií a Japonskem. O dva dny později, byl v Brity podporovaném převratu proti Tripartitnímu paktu král Petr, tehdy sedmnáctiletý, prohlášen za plnoletého a regentství bylo svrženo. Německo tak napadlo současně Jugoslávii a Řecko. Od 6. dubna Luftwaffe po tři dny a tři noci bombardovalo Bělehrad. Během týdne vtrhli Německo, Bulharsko, Maďarsko a Itálie do Jugoslávie a vláda byla 17. dubna nucena kapitulovat. Jugoslávie byla k uspokojení požadavků Itálie, Maďarska, Bulharska a Německa rozdělena a byly vyhlášeny loutkové chorvatské, černohorské a srbské státy.
Král Petr byl po invazi Osy donucen se svou vládou opustit zemi; původně odešel král s vládou do Řecka a Jeruzaléma, pak do Palestiny a Káhiry. V červnu 1941 odešel do Anglie, kde se připojil k dalším exilovým vládám z nacisty okupovaných států. Místní jugoslávské síly pokračovaly v odolávání moci Osy. Nejdříve monarchie upřednostňovala Dragoljuba Mihailoviće a jeho Četniky, mezi nimiž převládali Srbové. V roce 1944 však dohoda mezi Titem a Šubašićem uznala Demokratickou federální Jugoslávii jako prozatímní vládu, přičemž o statutu monarchie se mělo rozhodnout později. 3. března 1945 v Bělehradu přísahali tři regenti, Srb Srđan Budisavljević, Chorvat Ante Mandić a Slovinec Dušan Sernec. 7. března jmenovali novou vládu, vedenou Titem jako premiérem a ministrem války a Šubašićem jako ministrem zahraničí.
29. listopadu 1945 byl král Petr II., stále v exilu, ustavujícím shromážděním sesazen. Federativní lidová republika Jugoslávie byla mezinárodně uznána jako Jugoslávie, zatímco Petr II. se stal uchazečem.

## Život v exilu
Po dostudování Cambridge se nemohl Tomislav vrátit do Jugoslávie, kde byla svržena monarchie, a zůstal v Británii a věnoval se pěstování ovoce. Zatímco navštěvoval zemědělskou školu, pracoval léta jako obyčejný polní pomocník v sadu v Kentu. V roce 1950 koupil v Kirdfordu v Západním Sussexu farmu a následně se specializoval na pěstování jablek, v jednu chvíli měl 17 000 stromů na ploše 80 hektarů.
Podporoval srbskou komunitu a srbskou pravoslavnou církev v Británii, pomohl založit kostel sv. Lazara v Bournville, kde se v roce 1982 podruhé oženil s Lindou Booney.

## Návrat do Jugoslávie
Na počátku roku 1992 se stal prvním členem bývalé královské rodiny, který se natrvalo odstěhoval zpět do Srbska, usadil se v Nadačním komplexu krále Petra I. v Oplenacu.
Často navštěvoval vojáky v Republice srbské a Republice Srbská Krajina a spolu se svou druhou manželkou Lindou poskytoval pomoc. Existovaly iniciativy, aby byl korunován knížetem Srby ovládané části Bosny a Hercegoviny, což místní politické vedení odmítlo.
Poté, co na začátku srpna 1995 veřejně obvinil srbského prezidenta Slobodana Miloševiće ze zrady Republiky Srbská Krajina byla jeho přítomnost v médiích drasticky omezena.
Později onemocněl; odmítl však nabídky na operaci v zahraničí v době, kdy síly NATO začaly 24. března 1999 bombardovat Srbsko a Černou Horu, rozhodl se zůstat a sdílet úděl národa, objíždět místa bombardování, a to i když byl vážně nemocný.
Zemřel po pěti letech nemoci, 12. července 2000, podle Juliánského kalendáře na svátek sv. Petra a Pavla. Jeho pohřbu se zúčastnilo několik tisíc truchlících.

## Manželství a potomci
5. června 1957 se devětadvacetiletý Tomislav v Salemu v Západním Německu oženil s o čtyři roky mladší Markétou Bádenskou, neteří prince Philipa, vévody z Edinburghu. Manželé se v roce 1981 rozvedli, do té doby se jim narodily dvě děti:
- Nikola Jugoslávský (15. března 1958, Londýn), 30. srpna 1992 se v Dánsku oženil s Ljiljanou Licaninovou (12. prosince 1957, Zemun). Mají spolu jednu dceru:
  - Marija Jugoslávská (31. srpna 1993, Bělehrad)
- Katarina Jugoslávská (28. listopadu 1959, Londýn), 5. prosince 1987 se provdala za advokáta Desmonda de Silva (13. prosince 1939, Srí Lanka). Manželům se před rozvodem v roce 2010 narodila jedna dcera:
  - Viktorie Marie Esmé Markéta de Silva (6. září 1991)

16. října 1982 se Tomislav ve čtyřiapadesáti letech v srbském pravoslavném kostele sv. Lazara v Bournville, Worcestershire podruhé oženil s o dvacet jedna let mladší Lindou Mary Booneyovou, se kterou měl dva syny:
- Jiří Jugoslávský (25. května 1984, Londýn), 5. července 2016 se v Gretna Green oženil s Fallon Raymanovou (5. září 1995, Guildford, Surrey)
- Michal Jugoslávský (15. prosince 1985, Londýn), 23. října 2016 se v Oplenacu oženil s Ljubicou Ljubisavljević (1989, Bělehrad). Mají spolu dvě dcery:
  - Natálie Jugoslávská (26. prosince 2018, Bělehrad)
  - Isidora Jugoslávská (17. května 2022, Bělehrad)

## Vývod z předků
|                      |                                 |  |                               |                                 |  |  |  |  |  |  |  | Karađorđe Petrović |
|                      |                                 |  |                               |                                 |  |  |  |  |  |  |  |                    |
|                      | Alexandr Karađorđević           |  |                               |                                 |  |  |  |  |  |  |  |                    |
|                      |                                 |  |                               |                                 |  |  |  |  |  |  |  |                    |
|                      |                                 |  |                               | Jelena Jovanović                |  |  |  |  |  |  |  |                    |
|                      |                                 |  |                               |                                 |  |  |  |  |  |  |  |                    |
|                      | Petr I. Karađorđević            |  |                               |                                 |  |  |  |  |  |  |  |                    |
|                      |                                 |  |                               |                                 |  |  |  |  |  |  |  |                    |
|                      |                                 |  |                               | Jevrem Nenadović                |  |  |  |  |  |  |  |                    |
|                      |                                 |  |                               |                                 |  |  |  |  |  |  |  |                    |
|                      | Persida Nenadović               |  |                               |                                 |  |  |  |  |  |  |  |                    |
|                      |                                 |  |                               |                                 |  |  |  |  |  |  |  |                    |
|                      |                                 |  |                               | Jovanka Milovanović             |  |  |  |  |  |  |  |                    |
|                      |                                 |  |                               |                                 |  |  |  |  |  |  |  |                    |
|                      | Alexandr I. Karađorđević        |  |                               |                                 |  |  |  |  |  |  |  |                    |
|                      |                                 |  |                               |                                 |  |  |  |  |  |  |  |                    |
|                      |                                 |  |                               | Mirko Petrović-Njegoš           |  |  |  |  |  |  |  |                    |
|                      |                                 |  |                               |                                 |  |  |  |  |  |  |  |                    |
|                      | Nikola I. Petrović-Njegoš       |  |                               |                                 |  |  |  |  |  |  |  |                    |
|                      |                                 |  |                               |                                 |  |  |  |  |  |  |  |                    |
|                      |                                 |  |                               | Anastázie Martinovićová         |  |  |  |  |  |  |  |                    |
|                      |                                 |  |                               |                                 |  |  |  |  |  |  |  |                    |
|                      | Zorka Černohorská               |  |                               |                                 |  |  |  |  |  |  |  |                    |
|                      |                                 |  |                               |                                 |  |  |  |  |  |  |  |                    |
|                      |                                 |  |                               | Petr Stefanov Vukotić           |  |  |  |  |  |  |  |                    |
|                      |                                 |  |                               |                                 |  |  |  |  |  |  |  |                    |
|                      | Milena Vukotić                  |  |                               |                                 |  |  |  |  |  |  |  |                    |
|                      |                                 |  |                               |                                 |  |  |  |  |  |  |  |                    |
|                      |                                 |  |                               | Jelena Voivodićová              |  |  |  |  |  |  |  |                    |
|                      |                                 |  |                               |                                 |  |  |  |  |  |  |  |                    |
| Tomislav Jugoslávský |                                 |  |                               |                                 |  |  |  |  |  |  |  |                    |
|                      |                                 |  |                               |                                 |  |  |  |  |  |  |  |                    |
|                      |                                 |  | Karel Antonín Hohenzollernský |                                 |  |  |  |  |  |  |  |                    |
|                      |                                 |  |                               |                                 |  |  |  |  |  |  |  |                    |
|                      | Leopold Hohenzollernský         |  |                               |                                 |  |  |  |  |  |  |  |                    |
|                      |                                 |  |                               |                                 |  |  |  |  |  |  |  |                    |
|                      |                                 |  |                               | Josefína Bádenská               |  |  |  |  |  |  |  |                    |
|                      |                                 |  |                               |                                 |  |  |  |  |  |  |  |                    |
|                      | Ferdinand I. Rumunský           |  |                               |                                 |  |  |  |  |  |  |  |                    |
|                      |                                 |  |                               |                                 |  |  |  |  |  |  |  |                    |
|                      |                                 |  |                               | Ferdinand II. Portugalský       |  |  |  |  |  |  |  |                    |
|                      |                                 |  |                               |                                 |  |  |  |  |  |  |  |                    |
|                      | Antonie Portugalská             |  |                               |                                 |  |  |  |  |  |  |  |                    |
|                      |                                 |  |                               |                                 |  |  |  |  |  |  |  |                    |
|                      |                                 |  |                               | Marie II. Portugalský           |  |  |  |  |  |  |  |                    |
|                      |                                 |  |                               |                                 |  |  |  |  |  |  |  |                    |
|                      | Marie Rumunská                  |  |                               |                                 |  |  |  |  |  |  |  |                    |
|                      |                                 |  |                               |                                 |  |  |  |  |  |  |  |                    |
|                      |                                 |  |                               | Albert Sasko-Kobursko-Gothajský |  |  |  |  |  |  |  |                    |
|                      |                                 |  |                               |                                 |  |  |  |  |  |  |  |                    |
|                      | Alfréd Sasko-Kobursko-Gothajský |  |                               |                                 |  |  |  |  |  |  |  |                    |
|                      |                                 |  |                               |                                 |  |  |  |  |  |  |  |                    |
|                      |                                 |  |                               | Královna Viktorie               |  |  |  |  |  |  |  |                    |
|                      |                                 |  |                               |                                 |  |  |  |  |  |  |  |                    |
|                      | Marie Edinburská                |  |                               |                                 |  |  |  |  |  |  |  |                    |
|                      |                                 |  |                               |                                 |  |  |  |  |  |  |  |                    |
|                      |                                 |  |                               | Alexandr II. Nikolajevič        |  |  |  |  |  |  |  |                    |
|                      |                                 |  |                               |                                 |  |  |  |  |  |  |  |                    |
|                      | Marie Alexandrovna Romanovová   |  |                               |                                 |  |  |  |  |  |  |  |                    |
|                      |                                 |  |                               |                                 |  |  |  |  |  |  |  |                    |
|                      |                                 |  |                               | Marie Alexandrovna              |  |  |  |  |  |  |  |                    |
|                      |                                 |  |                               |                                 |  |  |  |  |  |  |  |                    |